# Bendis bowreyi
Bendis bowreyi är en fjärilsart som beskrevs av Druce. Bendis bowreyi ingår i släktet Bendis och familjen nattflyn. Inga underarter finns listade i Catalogue of Life.